# Socatel
La Socatel, Société Centrafricaine des Télécommunications est le principal opérateur de téléphonie fixe de la République centrafricaine. Il s'agit d'une société d'économie mixte créée en 1990 par la fusion de la Direction Générale des Télécommunications (DGT) et de la Société Centrafricaine des Télécommunications Internationales (SOCATI).

## Histoire
À l’origine en 1990, la Socatel est une société d’économie mixte détenue à 60 % par l’État et 40 % par France Cables & Radio, société du groupe de télécommunication français France Télécom. Après le retrait du partenaire français en 2005, elle devient une société anonyme détenue à 100 % par l’État centrafricain.

## Activités
La Socatel détient le monopole des activités de téléphonie fixe du pays, deux villes disposent d'un réseau de téléphonie fixe: Bangui et Berbérati, une dizaine de villes sont dotées de téléphones publics . 
Concernant la téléphonie mobile, Socatel cède en mai 2004 les trois quarts de sa filiale mobile Centrafrique Télécom Plus à Atlantique Télécom, puis après une opération de recapitalisation intervenue le 21 juin 2004, Socatel est actionnaire à 45% d’une nouvelle entreprise dénommée Atlantique Cellulaire RCA (A-Cell RCA), filiale du groupe de télécommunication émirati Etisalat et commercialement appelée Moov Centrafrique.  
Depuis 2007, Socatel n’est plus responsable du trafic international centrafricain, il est confié à la société privée Telsoft Centrafrique Gateway. 